# Эберг, Лев Леонидович
Лев Леонидович Эберг (1907—1982) — советский архитектор, автор известных архитектурных памятников в Ростове-на-Дону.

## Биография
Родился 3 августа 1907 года в Москве.   
Родители: известный архитектор г. Ростова-на-Дону Леонид Федорович Эберг и Мария Георгиевна, работала фельдшером в больнице.   
С 1920 года учился в школе им. Калинина в городе Ростове-на-Дону, куда переехал вместе с матерью и старшим братом Марком. С четвёртого класса занимался в художественной школе М.М.и А.С.Чиненовых и Агабабова.  С 1921 года каждое лето работал под руководством отца Леонида Федоровича Эберга. В 1921 г. работал чертежником в управлении лесного хозяйства Сочинского района (удостоверение № 3951 от 3.08.1921). В 1925 году окончил 9-летнюю школу, получил диплом и летом поехал в Москву в студию изобразительных искусств.  В 1926 году учился в Москве в студии Манна. Летом приехал в Ростов, рисовал, работал чертежником в организации «Инвалид-строитель».  
Учился в Московском училище живописи, ваяния и зодчества (ВХУТЕМАСе) с 1928 по 1932 год. Летом работал в «Стеклострое», в организации «Новый быт» (удостоверение № 585 от 10.07.1929), в Стальстрое.       
В 1932 году, после года работы архитектором в Ярославле, приехал в Ростов-на-Дону. В Ростове-на-Дону начал профессиональную деятельность в группе архитекторов по строительству Ростовского академического театра драмы им. М. Горького на Театральной площади. В 1932 году познакомился с Евгением Викторовичем Вучетичем.
В период с 1932 по 1941 год занимался проектированием ряда крупнейших зданий в Ростове-на-Дону, включая гостиницу «Ростов», кинотеатр «Россия». С 1935 года Эберг Л.Л. работал в Ростовгражданпроекте, в мастерской Сербинова. 
В этот период активно ездил в командировки по всей территории Советского Союза (в Армению, Грузию, республики Средней Азии), занимаясь изучением памятников архитектуры.

### Великая Отечественная война
Лев Леонидович Эберг — участник Великой Отечественной войны с 1941 по 1945 год. Ушел на войну добровольцем 23 июня 1941 года и начал военную службу в 708 БАО на Ростовском аэродроме. В конце августа 1941 г. переведен в 80-й рабочий городок Сталинграда. Участник Сталинградской битвы. На протяжении всей войны много летал, строил аэродромы, строил ложные аэродромы и занимался маскировкой настоящих аэродромов. В марте 1942 года пережил контузию.
С апреля 1943 года и до конца войны начальник маскировочной службы 16-й воздушной армии. В 1943 году был участником сражений на Курской дуге. Во время войны автор ряда статей по маскировочным требованиям по выбору действующих и ложных аэродромов.
В 1945 году участвовал во взятии Мезеритц, Вольтерсдарф, Гроссфалленведер, изучал ложный Берлин, участвовал во взятии ложного Берлина, изучал его маскировку. В марте 1945 года был комендантом города Мезеритц.

### После войны
В феврале 1946 году Лев Леонидович Эберг вернулся после войны в Ростов-на-Дону. С 1946 по 1982 год работал:
- в Облархпроекте,
- в архитектурной мастерской главного архитектора города,
- по совместительству в проектной конторе Ростовэнерго,
- в Ростовгорпроекте,
- Ростовгражданпроекте.

В период 1946—1982 годов Лев Леонидович Эберг спроектировал здания Дома книги на Большой Садовой, Дома СКЖД на Театральной площади, здание «Колос» на углу Большой Садовой и проспекте Будённовском, здание «Ростовэнерго» на Большой Садовой, здание Ростовского ипподрома. Был участником Съездов архитекторов, сессий Академии архитектуры. Эберг принимал самое деятельное участие в защите памятников архитектуры. Лектор в РИСИ (на факультете архитектуры). Постоянный участник сборов 16-й воздушной армии. 
Всю жизнь дружил с Яном Андреевичем Ребайном, главным архитектором Ростова-на-Дону, и с Евгением Викторовичем Вучетичем, выдающимся советским скульптором. Всю жизнь поддерживал отношения со своими боевыми товарищами по 16-й Воздушной армии. 
Лев Леонидович Эберг скоропостижно умер 4 декабря 1982 года от инсульта.
В Ростове-на-Дону Льву Эбергу установлена памятная доска.

## Творчество
В своем творчестве Лев Леонидович Эберг несомненно следовал передовым движениям советской архитектуры начала XX столетия. Будучи выпускником ВХУТЕМАСа, он признавал особую необходимость специального мышления для архитектора, учитывающего пространственный объем, краски, перспективу, принимая во внимание теорию теней.   
Несомненно влияние на творчество молодого Эберга как советского рационализма, так и конструктивизма. Однако, будучи приверженным принципу геометризма, Эберг не всегда следовал принципам строгости и лаконичности форм в архитектуре, свойственных для конструктивизма. 
Стоит также отметить, что сам он в своих автобиографических заметках признавал невозможность реализации некоторых интересных проектов в силу недостаточности финансовых средств или недоступности материалов.   
Особое вдохновение Л.Л. Эберг черпал в памятниках русской архитектуры, выразившееся в постоянном стремлении их рисовать.  
На протяжении всего профессионального пути Эберг признавал особое значение гармонии, фантазии и художественной выразительности  для архитектурного творчества.  

### Работы в Ростове-на-Дону
- Кинотеатр «Россия» (парк Горького, 1959)[4];
- Гостиница «Ростов» (Буденновский проспект);
- Здание Ростовской студии кинохроники (угол Красноармейской и Островского, 1952);
- Жилой дом СКЖД на Театральной площади;
- Жилой дом на углу Красноармейская-Халтуринский;
- Жилой дом "Золотой Колос" (угол Большой Садовой и проспекта Буденновского);
- Дом книги (улица Большая Садовая);
- Дом «Ростовэнерго» (угол Большой Садовой и переулка Семашко)[5];
- Здание Ростовского ипподрома;
- Здания Администраций Ленинского и Кировского районов;
- Жилой дом с керамикой (улица Суворова, 7);
- Жилой дом (улица Суворова 1/3), получена Вторая Всесоюзная премия ;
- Жилой дом  №18 на площади К. Маркса;
- Административное здание "Сантехарматура" (переулок Подбельского);
- Монумент в честь освобождения Ростова от белогвардейцев в 1920 году, скульптутор Вучетич Е.В., архитекторы: Ловейко И.И., Ребайн Я.А., Эберг Л.Л.

### Акварели
В период с 1924 по 1982 год объездил всю территорию Советского Союза, сделал зарисовки и создал акварели  множества памятников архитектуры  в СССР.  Многие акварели изображают уже не существующие здания. Целью архитектора Эберга было сохранить красоту архитектурных творений для истории, для будущих поколений.
- Некоторые работы
- Акварель Рейхстага (7 мая 1945).
- Акварель собора в Ростове-на-Дону.
- Акварель церкви в Старочеркасске (1970).
- Акварель с изображением Соловецкого монастыря.

## Награды
- Орден Отечественной войны 2-й степени (1945)
- Орден Красной Звезды (1944)
- Медаль «За боевые заслуги» (1943, за Сталинградскую битву)
- Медаль «За взятие Берлина» (1945)
- Медаль «За победу над Германией в Великой Отечественной войне 1941—1945 гг.» (1945)